# Bili Kolodiaz
Bili Kolodiaz (en ucraniano: Білий Колодязь, romanizado: Bilyi Kolodiaz, lit. 'pozo blanco') es un pueblo ucraniano perteneciente al óblast de Járkov. Situado en el este del país, es parte del raión de Chujúyiv y parte del municipio (hromada) de Vovchansk.

## Toponimia
El nombre de la ciudad en otros idiomas de importancia local es Beli Kolodez (en ruso: Белый Колодезь).

## Geografía
Bili Kolodiaz está situado 16 km al sureste de Vovchansk y 87 km al noreste de Járkov.

## Historia
El pueblo fue fundado en 1760 y se menciona por primera vez en la segunda mitad del siglo XVIII. En el siglo XIX, Bili Kolodiaz y las tierras circundantes pasaron a ser propiedad de la familia general Skalon (descendientes del hugonote francés George de Scalon) y los aldeanos se convirtieron en sus siervos. En 1836 la familia instaló aquí la primera fábrica de azúcar en la gobernación de Járkov. En 1890, se instaló un ferrocarril cerca del pueblo que conecta, en particular, la mayoría de las fábricas de azúcar existentes en las gobernaciones de Járkov y Kursk. La construcción del ferrocarril impulsó un mayor desarrollo de la industria azucarera y, en general, la revitalización de la actividad económica.
El rugido de los acontecimientos revolucionarios de 1905 llegó a Bili Kolodiaz. El 11 de noviembre se inició una huelga en el pueblo. 
Según la reforma administrativa de 1923, el raión de Bili Kolodiaz se creó como parte del ókrug de Járkov. En junio de 1929, más de 10.000 trabajadores del distrito de Vovchansk se reunieron y se firmó un contrato para la competencia socialista entre los óblast de Járkov y Donetsk. El pueblo sufrió como resultado del Holodomor (1932-1933), con un número de víctimas registradas de 230 personas. Bili Kolodiaz recibió el estatus de asentamiento de tipo urbano en 1938.
Durante la Segunda Guerra Mundial, Bili Kolodiaz fue ocupada por la Alemania nazi del 11 de junio de 1942 al 28 de agosto de 1943.
Hasta el 18 de julio de 2020, Bili Kolodiaz fue parte del raión de Vovchansk. El raión se abolió en julio de 2020 como parte de la reforma administrativa de Ucrania, que redujo el número de raiones del óblast de Járkiv a siete. El área del raión de Vovchansk se fusionó con el raión de Chujúyiv.En 2023, Bili Kolodiaz perdió el estatus de asentamiento de tipo urbano debido a la eliminación de este estatus administrativo.
Bili Kolodiaz fue ocupada por Rusia durante la invasión rusa de Ucrania en febrero de 2022 y Ucrania la recuperó el 11 de septiembre de 2022 como parte de una gran contraofensiva en la región de Járkiv.

## Demografía
La evolución de la población de Bili Kolodiaz entre 1864 y 2022 fue la siguiente:
| 997                                                           | 1253 | 5108 | 4330 | 3988 | 3759 | 3601 |
| (Fuente: Cities & Towns of Ukraine y UKRAINE: Größere Städte) |      |      |      |      |      |      |

Según el censo de 2001, la lengua materna de la mayoría de los habitantes, el 97,25%, es el ucraniano; y del 21,02%, el ruso.

## Infraestructura

### Transporte
La estación de tren de Bili Kolodiaz se encuentra en la línea ferroviaria que conecta Vovchansk y Kúpiansk. El asentamiento también tiene conexiones por carretera con Vovchansk y Prikólotne por la carretera T-21-04. 